# فولوديمير شبيليف
فولوديمير شبيليف (بالأوكرانية: Шепелєв Володимир Андрійович) (مواليد 1 يونيو 1997) هو لاعب كرة قدم أوكراني يلعب في مركز خط الوسط لصالح نادي دينامو كييف.

## روابط خارجية
- فولوديمير شبيليف على موقع الاتحاد الأوربي (الإنجليزية)
- فولوديمير شبيليف على موقع اتحاد أوكرانيا (الإنجليزية)
- فولوديمير شبيليف على موقع قاعدة بيانات كرة القدم.إي يو (الإنجليزية)
- فولوديمير شبيليف على موقع ناشيونال فوتبول تيمز (الإنجليزية)
- فولوديمير شبيليف على موقع Soccerway.com (الإنجليزية)
- فولوديمير شبيليف على موقع عالم كرة القدم.نت (الإنجليزية)